# 水達達路
水達達路（すいたつたつろ）は、モンゴル帝国および大元ウルスの時代に黒竜江流域一帯に設置された路。
「水達達（usu irgen）」とはモンゴル人による黒竜江流域に住まうトゥングース系諸民族（現在のナナイ人、ウリチ人など）の総称。

## 歴史
「水達達」という用語が初めて史料上にあらわれるのはモンゴル帝国第2代皇帝オゴデイの時代のことで、この頃モンゴル帝国を訪れた南宋からの使者の記述（『黒韃事略』）に言及されている。『黒韃事略』はモンゴル帝国に服属する諸国を列挙する中で、東方に「斛速益律于」という集団がおり、これを「水韃靼」とも言うと注釈している。「斛速益律于」の「于」は「干」の誤りとして「usu irgen>húsù yìlǜgàn/斛速益律干」と読み、モンゴル語で「水（辺）の民」を意味する「ウス・イルゲン」を意味するものと考えられ、「水達達＝usu irgen＝水辺の民」とは女真人より更に北方に住まう黒竜江流域のトゥングース系諸民族を指すと考えられている。